# Tiberinalia
I Tiberinalia erano una festività romana della tarda antichità, registrata nel Calendario di Filocalo (354), e datata al 17 agosto (XVI Kal. Sept.), lo stesso giorno degli arcaici Portunalia. Come festa in onore del padre Tevere, potrebbe riflettere il rinnovato patrocinio imperiale delle divinità romane tradizionali, in particolare la dedica fatta a Tiberino dagli imperatori Diocleziano (regnante 284-305) e Massimiano.
Le feste di agosto trattano i temi dell'abbondanza agricola garantita dal sole e dall'acqua, con al centro i Volcanalia di Volcanus (Vulcano), il 23 agosto. I Portunalia, come i Volcanalia, erano rappresentati a grandi lettere sui fasti esistenti, il che indica che erano considerati tra le festività più antiche presenti nel calendario prima del 509 a.C.
Portuno era originariamente un guardiano delle porte e solo più tardi, per estensione, un dio del porto, e la sua relazione con Tiber o Tiberinus come dio del fiume Tevere è discutibile; alcuni hanno visto i Tiberinalia come un'assimilazione degli arcaici Portunalia. Theodor Mommsen ha dedotto che le due divinità fossero la stessa, ma altri studiosi hanno respinto l'identificazione. Varrone dice che i Portunalia segnano l'istituzione di un santuario (aedes) a Portunus in portu Tiberino, ma il significato di portus qui non è chiaro; Ovidio menziona gli atria Tiberina («sale di Tiberino»).